# Stegana capillaria
Stegana capillaria är en tvåvingeart som beskrevs av Cao och Chen 2008. Stegana capillaria ingår i släktet Stegana och familjen daggflugor. Inga underarter finns listade i Catalogue of Life.